# Skróty i skrótowce używane w NATO – N
- N/T - Ship-Shore - okręt-wybrzeże

- NA - Namibia - Namibia
- NAA - North Atlantic Assembly - Zgromadzenie Północnoatlantyckie
- NABS - NATO Air Base SATCOM (System) - baza lotnicza NATO z systemem SATCOM
- NAC - North Atlantic Council - Rada Północnoatlantycka
- NACC - North Atlantic Cooperation Council - Północnoatlantycka Rada Współpracy
- NACISA - NATO Communications and Information Systems Agency - Agencja NATO ds. Systemów Komunikacji i Informacji
- NACISC - NATO Communications and Information Systems Committee - Komisja NATO ds. Systemów Komunikacji i Informacji
- NACISO - NATO Communications and Information Systems Organization - Organizacja NATO ds. Systemów Komunikacji i Informacji
- NACMA - NATO Airspace Command and Control System Management Agency - Agencja NATO ds. Zarządzania Systemami Dowodzenia i Kontroli Przestrzeni Powietrznej
- NACMO - NATO Airspace Command and Control System Management Organization - Organizacja NATO ds. Zarządzania Systemami Dowodzenia i Kontroli Przestrzeni Powietrznej
- NACOS - NATO Courier Service - służba kurierska NATO
- NACOSA - NATO CIS Operating and Support Agency - Agencja NATO ds. Eksploatacji Systemów Łączności i Informacji
- NACSI - NATO Advisory Committee on Special Intelligence - Komitet Doradczy NATO ds. Wywiadu Specjalnego
- NAD - National Armaments Director - Krajowy Dyrektor ds. Uzbrojenia
- NADC - NATO Air Defence Committee - Komitet Obrony Powietrznej NATO
- NADDO - NATO Design and Development Objective - Zadania NATO w Zakresie Projektów i Rozwoju
- NADEES - NATO Air Defence Electronic Environment System - Środowiskowy Elektroniczny System Obrony Powietrznej NATO
- NADEFCOL - NATO Defence College - Akademia Obrony NATO
- NADGE - NATO Air Defence Ground Environment - Naziemna Infrastruktura Obrony Powietrznej NATO
- NADREPS - National Armaments Directors’ Representatives - Przedstawiciele Krajowych Dyrektorów ds. Uzbrojenia
- NAE - National Administrative Expenses - krajowe wydatki administracyjne
- NAEGIS - NATO Airborne Early Warning Ground Environment Integration Segment - Naziemny Segment NATO Integrujący Dane z Wczesnego Ostrzegania
- NAEW - NATO Airborne Early Warning (System) - Powietrzny System NATO Wczesnego Ostrzegania
- NAEW&CS - NATO Airborne Early Warning & Control System - Powietrzny System NATO Wczesnego Ostrzegania i Kontroli
- NAEWF - NATO Airborne Early Warning Forces - Siły Powietrznego Wczesnego Ostrzegania NATO
- NAEWFC
  - NATO Airborne Early Warning Force Command - Dowództwo NATO Sił Powietrznych Wczesnego Ostrzegania
  - NATO Airborne Early Warning Force Commander - Dowódca NATO Sił Powietrznych Wczesnego Ostrzegania
- NAFAG - NATO Air Force Armaments Group - Grupa ds. Uzbrojenia Sił Lotniczych NATO
- NALE - Naval And Amphibious Liaison Officer - oficer łącznikowy marynarki i morskich sił desantowych
- NALLA - National Long Lines Agency - Krajowa Agencja Komunikacji Długodystansowej
- NALSS - Naval Advanced Logistic Support Site - wysunięty punkt wsparcia logistycznego marynarki wojennej
- NAM - Namibia - Namibia
- NAMAT - Naval and Maritime Tactical Code - Kod Taktyczny Morski i Marynarki Wojennej
- NAMMA - NATO Multi-Role Combat Aircraft Development and Production Management Agency - Agencja NATO Zarządzająca Produkcją i Rozwojem Wielozadaniowego Samolotu Bojowego
- NAMMO - NATO Multi-Role Combat Aircraft Development and Production Management Organization - Organizacja NATO Zarządzająca Produkcją i Rozwojem Wielozadaniowego Samolotu Bojowego
- NAMSA - NATO Maintenance and Supply Agency - Agencja NATO ds. Zaopatrzenia i Eksploatacji
- NAPMA - NATO Airborne Early Warning and Control (AEW&C) Programme Management Agency - Agencja NATO Zarządzania Programem Kontroli Przestrzeni Powietrznej i Wczesnego Ostrzegania (AEW&C)
- NAPMO - NATO Airborne Early Warning and Control Programme Management Organization - Organizacja NATO Zarządzania Programem Kontroli Przestrzeni Powietrznej i Wczesnego Ostrzegania
- NAS - Naval Air Station - baza lotnictwa morskiego
- NATINAD - NATO Integrated Air Defence - zintegrowana obrona powietrzna NATO
- NATINADS - NATO Integrated Air Defence System - zintegrowany system obrony powietrznej NATO
- NAVAID - Navigation Aid - pomoc nawigacyjna
- NAVBALTAP - Allied Naval Forces, Baltic Approaches - Sprzymierzone Siły Marynarki Wojennej, Podejść Bałtyku
- NAVCAMSEASTPAC - Naval Communications Area (master) Station Eastern Pacific - Główna Stacja Transmisyjna Łączności Marynarki Wojennej Obszaru Wschodniego Pacyfiku
- NAVCAMSLANT - Naval Communications Area (master) Station Atlantic - Główna Stacja Transmisyjna Łączności Marynarki Wojennej Obszaru Atlantyku
- NAVNORTHWEST - Allied Naval Forces North-Western Europe - Sojusznicze Siły Morskie NATO w Europie Północno-Zachodniej
- NAVSOUTH - Allied Naval Forces Southern Europe - Sojusznicze Siły Morskie NATO w Europie Południowej

- NBC - Non-Battle Casualties - pozabojowe straty w stanie osobowym

- NCA - National Command Authorities - narodowe organa dowodzenia
- NCPR - NATO Civilian Personnel Regulations - przepisy dotyczące personelu cywilnego NATO
- NCS
  - NATO Codification System - System Kodyfikacyjny NATO
  - NATO Committee for Standardization - Komitet Standaryzacji NATO
  - Net Control Station - sieć stacji kontrolnych, Stacja Kontrolująca Sieć
  - Naval Control of Shipping - kontrola marynarki handlowej

- NDB - Nuclear Depth Bombs - głębinowa bomba nuklearna
- NDC
  - NATO Defence College - Akademia Wojskowa NATO
  - Nics Documentation Centre - ośrodek dokumentacyjny zintegrowanego systemu łączności NATO
- NDDN - Norwegian Digital Defense Network - cyfrowa sieć wojskowa Norwegii
- NDDP - NATO Defence Data Program - program NATO opracowania danych w dziedzinie obrony
- NDDS - NATO Data Distribution System - system dystrybucji danych NATO
- NDI
  - Non-Destruction Inspection - badanie nieniszczące
  - Non-Developmental Item - składnik nierozwojowy
- NDIC - NATO Defence Information Complex - kompleks informacji obronnej NATO
- NDL - Network Definition Language - język definicji sieci
- NDMC - NATO Defence Manpower Committee - Komitet NATO ds. Wojskowych Zasobów Osobowych
- NDPR - NATO Defence Planning Review - przegląd planów operacyjnych NATO
- NDS - Nuclear Detonation Detection System - system wykrywania wybuchów jądrowych
- NDSS - NAMSA Distributed Software System - system oprogramowania rozproszonego NAMSA

- NE - Niger - Nigeria
- NEDB - NATO Emitter Data Base - Natowska Baza Danych Emiterów
- NEFMA - NATO European Fighter Aircraft Development, Production and Logistic Management Agency - Agencja Zarządzająca Opracowaniem, Produkcją i Sprawami Logistycznymi Dotyczącymi Europejskiego Myśliwca NATO
- NEO - Non-Combatant Evacuation Operation - ewakuacja bez wsparcia bojowego
- NER - Niger - Niger

- NFA - No-Fire Area - obszar bezwzględnego zakazu ostrzału

- NG
  - Niger - Niger
  - Nigeria - Nigeria
- NGA - Nigeria - Nigeria
- NGO - Non-Governmental Organisation - organizacja pozarządowa

- NHPLO - NATO HAWK Production and Logistics Organization - Organizacja NATO ds. Produkcji i Logistyki Systemów HAWK

- NI
  - Nicaragua - Nikaragua
  - Nigeria - Nigeria
- NIC
  - National Intelligence Centre - krajowe centrum wywiadu
  - Nicaragua - Nikaragua
- NIP - NADGE Improvement Plan - Plan Rozwoju NADGE

- NLD - Netherlands - Kraje Beneluxu
- NLG - Netherlands Guilder - gulden holenderski
- NLT - Not Later Than - nie później niż ...

- Nm - Nautical Mile - mila morska

- NO - Norway - Norwegia
- NOA - Notice of Availability - nota o dyspozycyjności
- NOFUN - No First Use of Nuclear Weapons - nie użycie broni jądrowej jako pierwszy
- NOK - Norvegian Krone - korona norweska
- NOR
  - NATO Operational Requirement - wymagania operacyjne NATO
  - Norway - Norwegia
  - Notice of Revision - nota rewizyjna
- NORFLT - Northern Fleet - Flota Północna Marynarki Wojennej Federacji Rosyjskiej
- NOTAM
  - Notice To Airmen - informacje istotne dla personelu latającego
  - Notice To Airmen - informacja dla pilota

- NP - Nepal - Nepal
- NPL - Nepal - Nepal

- NQA - Acceptable Quality Level - akceptowany poziom jakości
- NQAA - National Quality Assurance Authority - Krajowe Władze ds. Zapewnienia Jakości

- NR
  - NATO Restricted
    - zastrzeżone
    - wyłącznie dla NATO

  - Northern Region - region północny
  - Nauru - Nauru
- NRA - NATO Refugees Agency - Agencja NATO ds. Uchodźców
- NRU - Nauru - Nauru

- NS - NATO Secret - tajne
- NSC
  - NATO Security Committee - Komisja Bezpieczeństwa NATO
  - NATO Steering Committee - Komisja Kierownicza NATO
- NSE - National Support Element - narodowy organ zabezpieczenia logistycznego
- NSP
  - NATO Strike Plan - Plan Uderzeniowy NATO
  - Nuclear Strike Plan - plan uderzenia nuklearnego

- NTACS - Naval Tactical Air Control System - morski taktyczny system kontroli przestrzeni powietrznej

- NU
  - NATO Unclassified
    - do użytku służbowego
    - jawne NATO

  - Nicaragua - Nikaragua

- NW - Nuclear Warfare - wojna nuklearna
- NWSOO - NATO Wartime Oil Organisation - Organizacja Paliwowa NATO Czasu Wojny

- NZ - New Zealand - Nowa Zelandia

- NZL - New Zealand - Nowa Zelandia